# バルソン
バルソンは、明朝初期の女真部族の頭目。初代毛憐衛主。
吉州道察理使・趙涓のウディゲ討伐に名を借りた専断により、一族の多数とともに殺害された。頭目を失った毛憐衛は建州衛衛主・阿哈出の子・猛哥不花を新衛主に推戴し、後には建州衛、建州左衛、建州右衛とともに建州女直を形成する。

## 出自
『李朝實錄』には「兀郞哈オランカイ，則すなはち土門地名括兒牙女真姓八兒速バルソン」という一文がみられる。この「土門」は現在の豆満江地方を指し、オランカイは種族名で、一説にオロチョン族の一種とされるが、定説をみない。また『李朝實錄』にはさらに「兀良哈オランカイ萬戶トゥメン劉漢姓波乙所」と見えることから、波乙所バルソンの漢姓は「劉」であったことがわかる。(「波乙所」はバルソンの多数ある漢字音写の一つ。)
しかし満洲史家の三田村泰助に拠れば、『李朝實錄』に記されている「括兒牙kor-ya」は清代のグヮルギャ (瓜爾佳guwalgiya) 氏にあたり、さらに『金史』「金國語解」所載の「古里甲ku-li-giya」に繋がる。「金國語解」には「古里甲曰汪」とあることから瓜爾佳グヮルギャ氏 (括兒牙氏) の漢姓は「汪」である。従って、八兒速バルソンの女真姓「括兒牙」については疑問が生じる。
『李朝實錄』には続いて把兒遜バルソン殺害後に後を継いだ「毛憐衛都指揮職名劉漢姓甫兒看」なる人物が見える。この人物はほかにも「毛憐衛頭目都指揮同知職名郞漢姓卜兒罕」という音写でも現れる為、李朝では漢姓の「劉」と「郎」が相通じて用いられ、且つ波乙所バルソンと甫兒看 (卜兒罕) が同じ漢姓「劉 (郎)」を共有していることから、二人は血縁関係にあったと推論することができる。
ここで「金國語解」を覧ると、「女奚烈曰郎」とあり、「劉 (郎)」姓の女真姓はおそらく「女奚烈」で、バルソンの本来の女真姓は「括兒牙」ではなく「女奚烈」であったと考えられ、且つ「女奚烈nu-hsi-lieh」は清代の「鈕祜祿niohuru」につながることから、三田村はバルソンを鈕祜祿ニョフル氏の系列としている。

## 略歴

### 宗主李朝
明朝初期には猛哥帖木児モング･ティムルらとともに、兀狄哈ウディゲ(野人女直) の騒擾から逃れて李朝領内の慶源 (現北朝鮮咸鏡北道慶源郡) などに移り住み、倭寇の襲来を撃攘するなど功労をあげたことから万戸 (万人隊長) 職に任ぜられ、李朝を宗主として従属した。

### 入朝帰順
靖難の変で践祚した永楽帝は女真族の羈縻に衛所を転用することを考え、建州衛の設置を皮切りとして東北部に次々と衛を設置していった。明朝が女真族をその統治の中に取り込んでいく過程で、バルソンら兀良哈オランカイ部族も亦たその対象となった。永楽2年 (1404)、明朝は建州左衛を設置する企てを以て、王可仁 (＝王脩)を李朝の東北面に位置するオランカイの拠点に遣わし、11の女真部落を招撫させたが、しかし多くの部落は勅書を拒否した。李朝はそれを承けてバルソンらの許に使者を派遣し、明朝の怒りを買わぬためにも明使には柔軟に対応するよう求めた。
ところが李朝側には、公嶮鎮 (現豆満江北面?)以南の鉄嶺までを李朝領と定めた洪武21年 (1388) の取り決めに準じ、鏡城 (現北朝鮮咸鏡北道鏡城郡) を拠点とするモング･ティムルや、慶源 (現北朝鮮咸鏡北道慶源郡) を拠点とするバルソンらを自国の所属として留めておきたい思惑があった。また更に、モング･ティムルは李朝にとっての東北面における藩籬まがきでもあった為、永楽3年 (1405) 旧暦3月、李朝はモング･ティムルの許へ使者を派遣して、明朝の招撫を拒むよう諭させるという矛盾した行動をとった。
永楽3年 (1405) 旧暦4月、明朝は王教化的を李朝領内のオランカイ部落に派遣して招撫させたが、バルソンらは李朝に従属していることを理由に明朝への帰順を拒否した。明朝は、帰順して衛主となれば、地位と恩賞が与えられ、子々孫々同じ土地に暮らし、交易をしながら、自由な往来ができる、と誘惑し再三招撫した。
しかしこの時、李朝領内に居住し、更に李朝から手厚い保護を受けていたモング･ティムルらは、表向きには明朝への帰順を拒否する意嚮を示して李朝を安心させつつ、陰では入朝の考えを固めていた。バルソンらも表向きには、モング･ティムルが帰順しない限りは同じく帰順せずと李朝側に伝えていたが、永楽3年 (1405) 旧暦5月、王教化的の勧誘に従ったモング･ティムル、バルソンらは明朝の勅書と褒賞を受領した。
永楽3年 (1405) 旧暦7月、李朝は吾音会のモング･ティムルの許へ大護軍・李愉を派遣し、モング･ティムルを自国内に留め置きたい思惑を秘かに伝えさせた。同年旧暦9月、オランカイのバルソン、甫乙吾、阿乱ら20余名が因居站不詳に集い、入朝する旨を伝えた。バルソンらは、モング･ティムルだけが入朝すれば自分たちがその管下に組み込まれてしまう為、已むを得ず入朝するが、事が済んだら従前通り李朝を宗主として従属すると約束した。そして同年旧暦12月、オランカイからバルソンら64人が入朝した。明朝は毛憐衛を設置し、バルソンを初代衛主とし、衛指揮や千戸などの官職を与えた。

### 兀狄哈乱
永楽8年 (1410) 旧暦1月、兀狄哈ウディゲ(野人女直) の金文乃、葛多介らが吾都里オドリ、兀良哈オランカイの300余騎を糾合し、慶源府 (現北朝鮮咸鏡北道慶源郡) を襲撃した。建州衛指揮・阿古車からの情報として、毛憐衛指揮・甫乙吾から事前に通知されていたにも拘らず、李朝兵馬使・韓興宝はその情報の真偽を疑い、翌日の黎明、城外に迫った敵軍をみとめ、慌てて100騎を以て抗戦した。しかし時すでに遅く、交戦中に敵兵の放った矢を受けて城内に逃げ込み、傷痍がもとで三日後に死亡した。敵兵は城を囲む木柵を踰えられず、周辺の集落を火の海にして撤退した。
同年旧暦2月、韓興宝の敗戦死を報され愕いた太宗 (李芳遠) は、慶源衛戍の経験者を召集して対応策を審議させた。神出鬼没なウディゲと鼬ごっこを演じることになりかねないとして、出兵に慎重な姿勢を示す声が出る一方、オランカイはウディゲの別種であるとして、風見鶏をもこの際まとめて滅ぼすべしと主張する声もあがった。太宗は検討しつつ、慶源放棄も視野に入れ、議場の賛同を得たことから慶源郡の廃止と、同地にある陵墓二箇所の移設を命じた。
一方、これに関し猛哥帖木児モングティムルは、主犯を探州 (現中国黒竜江省牡丹江市寧安市鏡泊湖西?)の葛多介と具州 (現中国黒竜江省牡丹江市寧安市?)の金文乃であるとし、徹底的な駆逐を主張するとともに、李朝のウディゲ討伐に加勢する意嚮を表明したが、李朝側では、モング･ティムルがウディゲと仕組んで陥穽に誘い込もうとしているのではないかと懐疑する声があがった。李朝内では、遠征を中止し防禦を固める案と、遠征はするが殲滅には固執しない案が提出され、太宗は後者を採用しながらも、吉州道 (現北朝鮮咸鏡北道吉州郡) 察理使・趙涓に慶源待機を命じつつ、モング･ティムルの使者には討伐の実行を伝えた。

### 趙涓暴走
同月29日、吉州道察理使・趙涓らは騎兵1,150を率いて吉州を出発し、旧暦3月6日、猛哥帖木児モングティムルらが拠点とする吾音会オモホイに到着した。そこで兀良哈オランカイ指揮・阿乱の孫・加時仇を捕え、慶源襲撃時の賊党が具州の兀狄哈ウディゲの金文乃、葛多介、将老、多非乃、及びモング･ティムル管下の安春喫里ら数十名と、甫乙吾管下の崔哈兒不花らであることを訊き出した。また、モング･ティムルは加勢するために慶源府の所多老に駐屯していること、甫乙吾も軍勢を率いて所多老を通過したこと、更に両者とも同地で掠奪を働いているという情報も得た。
同月9日、オランカイ指揮・阿古車が拠点とする豆門に到着した一向は、加時仇の兄・哈兒非を捕え、葛多介と金文乃が当初、阿乱の許を訪れ、甫乙吾、阿古車、着和らの管下と慶源侵犯を策謀したことを訊き出した。当初加勢する意嚮を表明していたモング･ティムルは、賊徒と策応して撤兵し、阿古車、バルソン、着和らは豆門に会して伏兵を囲らせ、モング･ティムルと策応した。しかし豆門に至った李朝軍によりバルソン、阿古車、着和、下乙主ら四人は誘き出された挙句に管下160名ともども斬殺され、一族数百人も殺戮され、家屋は灰燼と帰した。趙涓の軍は更に男女併せて数十名を俘虜とした。
葛多介らはモング･ティムルの出した使者により朝鮮軍の進攻を事前に知った為、山中に潜み難を逃れた。趙涓らはそれ以上の進軍は難しいとしてウディゲ討伐を中止し、慶源府の所多老に戻った。この報せをきいた太宗は、明朝の官職に就いている人間を明朝の許可なく殺害したことで、明朝からお咎めを受けることを懼れ、事件を速やかに奏上させるとともに、俘虜を返還させた。

## 年表
洪武28年 (1395)、史料文献初出?。
永楽2年 (1404) 旧暦4月4日、王可仁が勅書を携え李朝に到着同月9日、王可仁が李朝東北面の女真部落へ向けて出発。。
永楽2年 (1404) 旧暦5月5日、王可仁が東北面より帰還。同地女真族の多くが勅書を拒否。同月19日、王可仁が京師に向けて出発。
永楽2年 (1404) 旧暦7月、李朝がモング･ティムル (猛哥帖木児)、バルソンらの許へ使者を派遣。明使には鄭重に応対するよう釘をさした。
永楽3年 (1405) 旧暦3月11日、明朝の使者・王教化的が勅書を携え李朝に到着。
永楽3年 (1405) 旧暦4月8日、王教化的が吉州 (現北朝鮮咸鏡北道吉州郡) に到着。バルソン、モング･ティムルらの部落へ人を派遣し招撫させたが、バルソンらは拒否。同月14日、王教化的がオモホイ (現北朝鮮咸鏡北道会寧市) に到着。二度目の招撫も功を奏さず同月末、明朝は金声を派遣し、と誘惑して再び招撫させた。。
永楽3年 (1405) 旧暦5月、モング･ティムルらとともに明朝の懐柔を受け (帰順)、勅書を受領。
永楽3年 (1405) 旧暦12月、明に入朝。明朝は毛憐衛を設置し、バルソンを衛主に任命。
永楽8年 (1410) 旧暦2月、兀狄哈 (野人女直) 金文乃らの襲撃を受け、李朝兵馬使・韓興宝が陣没。
永楽8年 (1410) 旧暦3月、李朝が豆門に侵攻し、バルソンらを殺害。

## 脚註

### 典拠
1. 1 2 3  “太祖4年 (1395) 12月14日段733”. 朝鮮王朝實錄. 8
2. ↑  “太祖6年 (1397) 1月24日段918”. 朝鮮王朝實錄. 11
3. 1 2  “太宗4年 (1404) 4月3日段2351”. 朝鮮王朝實錄. 7
4. 1 2  “太宗5年 (1405) 1月7日段2529”. 朝鮮王朝實錄. 9
5. ↑  “毛憐衞”. 柳邊紀略. 2. 不詳
6. ↑  “阿哈出”. 清史稿. 222
7. 1 2 3 4 5  三田村泰助 (1960-10). 六. “明末清初の満洲氏族とその源流”. 東洋史研究 (東洋史研究会) 19 (2):  71-74. CRID 1390290699810558336. doi:10.14989/148181. ISSN 0386-9059.
8. 1 2  “金國語解 (姓氏)”. 金史. 135
9. ↑  “世宗17年 (1435) 9月29日段12222”. 朝鮮王朝實錄. 69
10. ↑  “世宗20年 (1438) 1月6日段12988”. 朝鮮王朝實錄. 80
11. ↑  蒙古帝国におけるトゥメン (万戸) との関聯性は不明。ここでの万戸は千戸 (猛安ミンガン)、百戸に対する呼称。
12. 1 2  “太宗5年 (1405) 5月16日段2625”. 朝鮮王朝實錄. 9
13. ↑  “太宗4年 (1404) 4月27日段2366”. 朝鮮王朝實錄. "○……帝遣王可仁于女眞，欲設建州衛，故欲據此對之也。"
14. 1 2  “太宗4年 (1404) 4月4日段2352”. 朝鮮王朝實錄. 7. "○可仁，本我朝東北面向化人，爲太上潛邸時麾下，賴太上王薦拔，官至樞密。高皇帝時召還，改名脩，至是已十五年，妻子皆無恙。"
15. ↑  “太宗4年 (1404) 4月4日段2352”. 朝鮮王朝實錄. 7. "……今招諭參散・禿魯兀等一十一處，溪關萬戶寗馬哈、參散千戶李亦里不花、禿魯兀千戶佟參哈・佟阿蘆、洪肯千戶王兀難、哈蘭千戶朱蹯失馬、大伸千戶高難都夫、失里千戶金火失帖木、海童千戶董貴洞、阿沙千戶朱引忽、幹合千戶劉薛列、阿都歌千戶崔咬納・崔完者。……"
16. 1 2  “太宗4年 (1404) 4月9日段2355”. 朝鮮王朝實錄. 7
17. 1 2  “太宗4年 (1404) 5月5日段2374”. 朝鮮王朝實錄. 7
18. 1 2  “太宗4年 (1404) 7月14日段2421”. 朝鮮王朝實錄. 8
19. 1 2 3  “第六篇 - 一.北滿洲に於ける交通路 - 二.納丹府東北陸路”. 滿洲歷史地理. 2. 南満州鉄道株式会社. pp. 440-441
20. ↑  “太宗5年 (1405) 3月14日段2576”. 朝鮮王朝實錄. 9
21. 1 2 3  “太宗5年 (1405) 4月20日段2606”. 朝鮮王朝實錄. 9
22. 1 2  “太宗5年 (1405) 4月25日段2610”. 朝鮮王朝實錄. 9
23. ↑  “太宗五年 (1405) 八月28日段2694”. 朝鮮王朝實錄. 10
24. ↑  “太宗五年 (1405) 九月3日段2697”. 朝鮮王朝實錄. 10
25. 1 2  “永樂3年12月12日段8656”. 明太宗實錄. 49
26. ↑  “太宗六年 (1406) 三月6日段2822”. 朝鮮王朝實錄. 11
27. ↑  「我等順事朝鮮二十餘年矣。朝鮮向大明交親如兄弟，我等何必別事大明乎？」「我等順事朝鮮，汝妄稱使臣，亂雜往來。」「不變素志，仰事朝鮮無貳心。」「此時不入江南，則猛哥帖木兒，必受聖旨，以予爲管下百姓，故不得已入朝，還來則如前仰事朝鮮。」
28. ↑  “太宗10年 (1410) 2月3日段3865”. 朝鮮王朝實錄. 19
29. ↑  “太宗10年 (1410) 2月10日段3870”. 朝鮮王朝實錄. 19
30. ↑  “太宗10年 (1410) 2月22日段3880”. 朝鮮王朝實錄. 19
31. ↑  “太宗4年 (1404) 4月4日段2352”. 朝鮮王朝實錄. 7
32. ↑  “太宗4年 (1404) 5月19日段2384”. 朝鮮王朝實錄. 7. 不詳
33. ↑  “太宗5年 (1405) 5月2日段2615”. 朝鮮王朝實錄. 9

### 註釈
1. ↑  参考：三田村に拠れば、瓜爾佳グヮルギャは明末に「ko-er-gi」と発音され、満洲口語では「korgiya」であった。
2. ↑  参考：なお、「金國語解」には「移剌曰劉」とも記されているが、三田村はこれについては触れていない。
3. ↑   参考：現遼寧省鉄嶺市の位置よりも南にあり、後に現在の位置に移設された。鉄嶺市に属する県級市・開原市も後になって現在の位置に移設されたもので、元は現在の黒龍省内にあった「開元」とされる。
4. ↑  参考：これと並行して、王可仁は兼進兀狄哈ウディゲ、骨看兀狄哈ウディゲの部落を招撫した。
5. ↑  参考：その一週間ほど前にモングティムルは「李行計稟事，帝雖兪允，我若此時不入朝，則於虛出必專我百姓，故不得已入朝。」と李朝に言い訳をして入朝している。
6. ↑  参考：吾音會、阿木河、斡木河

## 参照

### 文献
- 『朝鮮王朝實錄』＊中央研究院韓國國史編纂委員會版
- 楊士奇『太宗文皇帝實錄』1430 (漢文) ＊中央研究院歴史語言研究所版
- 楊賓『柳邊紀略』1707 (漢文) ＊商務印書館叢書集成版

### 研究書
- 白鳥庫吉 監修, 松井等, 箭内亙, 稻葉岩吉 撰『滿洲歷史地理』巻2, 南満洲鉄道株式会社, 1914 (大正3)
- 趙爾巽, 他100余名『清史稿』清史館, 1928 (漢文) ＊中華書局版

### 論文
- 河内良弘「建州女直の移動問題」『東洋史研究』第19巻第2号、東洋史研究会、1960年10月、212-281頁、CRID 1390009224833843200、doi:10.14989/148180、hdl:2433/148180、ISSN 0386-9059。
- 三田村泰助「明末淸初の満洲氏族とその源流」『東洋史研究』第19巻第2号、東洋史研究会、1960年10月、174-211頁、CRID 1390290699810558336、doi:10.14989/148181、hdl:2433/148181、ISSN 0386-9059。
- 河内良弘「李朝時代女真人の朝鮮入京について」『天理大学学報』第138号、天理大学、1983年3月、22-46頁、CRID 1520853835368477056、ISSN 03874311。

### Webサイト
- 「明實錄、朝鮮王朝実録、清實錄資料庫」中央研究院 (台湾)

## 参考

### Wikipedia
- 五衛